# فرضية الصيد

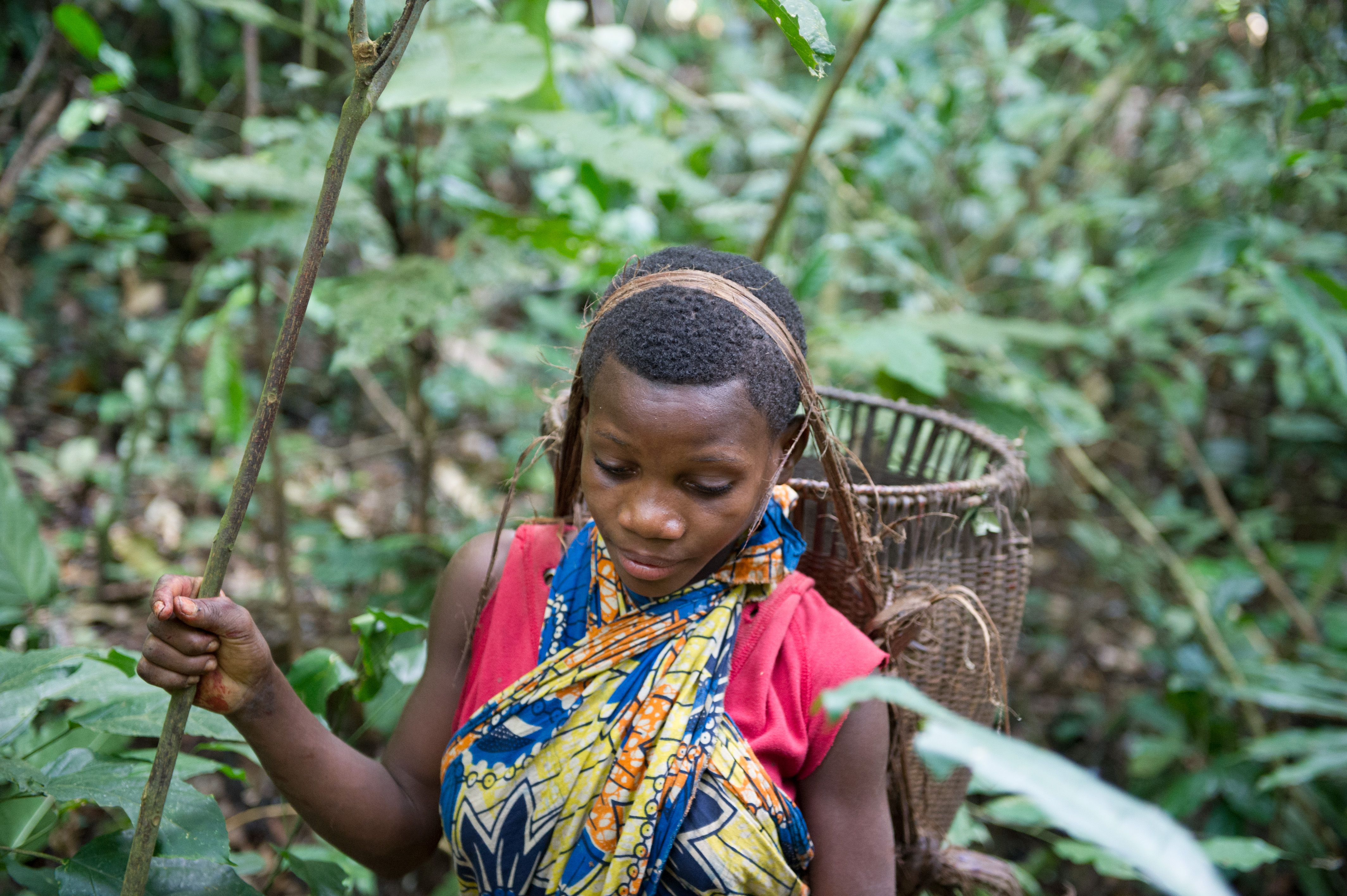
امرأة من قبيلة الباكا أثناء الصيد.

في علم مستحاثات البشر، فرضية الصيد هي الفرضية القائلة بأن التطور البشري تأثر في المقام الأول بنشاط الصيد لحيوانات أضخم وأسرع نسبيًا، وميز نشاط الصيد أسلاف البشر عن البشراناوات الأخرى.
في حين أنه من المفروغ منه أن البشر الأوائل كانوا صيادين، فإن أهمية هذه الحقيقة في الخطوات النهائية في ظهور الجنس البشراني من القردة الجنوبية الأقدم، بمشيه على قدمين وإنتاجه للأدوات الحجرية (منذ نحو 2.5 مليون عام)، وأخيرًا في سيطرته على النار (منذ نحو 1.5 مليون عام)، مؤكَدة في «فرضية الصيد»، وغير مؤكدة في السيناريوهات التي تشدد على الحالة القارتية للبشر بصفتها وصفة النجاح والتفاعل الاجتماعي بما في ذلك سلوك التزاوج باعتباره جوهريًا في ظهور اللغة والحضارة.
يميل مناصرو فرضية الصيد إلى الاعتقاد بأن استخدام الأدوات الضرورية للصيد الفعال وصناعتها كان من أشد أجزاء التطور البشري أهمية، ويرجعون بأصل اللغة والدين إلى سياق متعلق بالصيد.
باعتباره دليلًا مجتمعيًا، يستشهد ديفيد بوس بأن السكان القبليين المعاصرين يستخدمون الصيد طريقة أساسية في الحصول على الطعام. يقضي شعب أكا في جمهورية إفريقيا الوسطى 56% من سعيه خلف الغذاء في الصيد، و27% في التجميع، و17% في معالجة الطعام. بالإضافة لذلك، فإن شعب الكونغ في بوتسوانا يحتفظ ب40% من سعراته الحرارية من الصيد وتتفاوت هذه النسبة من 20% إلى 90% وفقًا للموسم. للأدلة المحسوسة، ينظر بوس أولًا إلى أحشاء البشر والقردة. تتألف الأحشاء البشرية بصورة رئيسة من الأمعاء الدقيقة، وهي المسؤولة عن الهدم السريع للبروتينات وامتصاص المواد الغذائية. تتألف أحشاء القرد من القولون بصورة رئيسة، والذي يشير إلى حمية غذائية نباتية. يدعم هذا الفرق البنيوي فرضية الصيد في كونها نقطة تفرع تطورية بين الإنسان المعاصر والرئيسيات المعاصرة. يستشهد بوس أيضًا بالأسنان البشرية في أن الأسنان البشرية المتحجرة لها طبقة رقيقة من المينا مع القليل جدًا من التآكل الثقيل الذي قد ينتج عن النظام الغذائي النباتي. يشير غياب طبقة المينا السميكة أيضًا إلى أن البشر تاريخيًا حافظوا على نظام غذائي لاحم بكثافة. لاحظ بوس أن عظام الحيوانات التي قتلها أسلاف البشر والتي عُثر عليها في أولدوفاي جورج تحمل علامات قطع عند نقاط إستراتيجية من العظم ما يشير إلى استخدام أدوات ويقدم دليلًا على وجود جزارين بين الأسلاف.

## تطبيقاتها

### التقسيم الجنسي للعمل
وفقًا لفرضية الصيد: النساء منشغلات بالحمل والأطفال المُعالين لذا لا يشاركن في الصيد لأنه خطر وأقل نفعية. ثمة تفسير آخر محتمل لممارسة النساء الجمع وهو ترتيب أولوياتهن الفطري الذي يمنح تنشئة الأولاد المرتبة الأولى، ما يصعب الحفاظ عليه إن كانت النساء يصطدن.

## فرضية التموين

### الاستثمار الأبوي
يزعم بوس أن فرضية الصيد تفسر المستوى المرتفع للاستثمار الأبوي الذكوري البشري في النسل مقارنة بالرئيسيات الأخرى. اللحوم مصدر غذائي اقتصادي ومكثف يمكن جلبه إلى المنزل لإطعام الصغار، ومن غير الفعال حمل طعام منخفض السعرات الحرارية عبر مسافات شاسعة. وبالتالي، فإن فعل الصيد والنقل المطلوب للطرائد من أجل إطعام النسل تفسير معقول للتموين البشري الذكوري.

### التحالفات الذكورية
يقترح بوس أن فرضية الصيد تفسر أيضًا بدء التحالفات الذكورية القوية. على الرغم من أن الشمبانزي تشكل تحالفات بين الذكور، لكنها تميل إلى أن تكون مؤقتة وانتهازية. وعلى نقيض ذلك، يحتاج صيادو الطرائد الكبيرة إلى تعاون متسق ومنسق للنجاح في صيد تلك الطرائد. وهكذا كانت التحالفات الذكورية نتيجة العمل المشترك للنجاح في توفير اللحوم للصيادين أنفسهم وعائلاتهم. تقترح كريستين هوكس كذلك أن الحصول على الموارد المخصصة للاستهلاك المجتمعي يزيد من لياقة الرجل من خلال مناشدة المجتمع الذكوري وبالتالي يكون في صالح كل من الذكور والإناث. تعمل العلاقات الذكورية على تحسين نجاح الصيد وإنشا تحالفات من أجل النزاعات المستقبلية وتعمل العلاقات الأنثوية على تحسين النجاح الإنجابي المباشر. يقترح بوس تفسيرات بديلة لنشوء التحالفات الذكورية القوية. يقترح أن التحالفات الذكورية ربما كانت نتيجة للعدوان الجماعي والدفاع والتحالفات السياسية داخل المجموعة. لا يدعم هذا التفسير العلاقة بين التحالفات والصيد.
تقترح هوكس أن الصيادين يطاردون الطرائد الكبيرة ويقسمون الصيد على المجموعة. يتنافس الصيادون على تقسيم الصيد للإشارة إلى الشجاعة والقوة والكرم والنية الاجتماعية الإيجابية والتفاني. عبر الانخراط في هذه النشاطات، يتلقى الصيادون فوائد تكاثرية واحترامًا. تؤدي هذه الفوائد التكاثرية إلى نجاح تكاثري أكبر في الصيادين الأكثر مهارةً. والدليل على أهداف الصيد هذه التي لا تفيد عائلات الصيادين وحسب يمكن في رجال آتشي وهادزا. لاحظت هوكس أن تقنيات الصيد الخاصة بهم أقل كفاءة من الطرق البديلة وهي مكلفة للغاية، لكن الرجال يولون أهمية لإظهار شجاعتهم وقوتهم ونواياهم الاجتماعية أكثر من كفاءة الصيد. تختلف هذه الطريقة مقارنة بالمجتمعات الأخرى حيث يحتفظ الصيادون بالسيطرة على صيدهم ويشيرون إلى نيتهم في المشاركة. تتماشى هذه الطريقة البديلة مع فرضية دعم التحالف، في محاولة لإنشاء الجمعيات السياسية والحفاظ عليها.

### الإيثار التبادلي
اللحوم الناتجة عن عمليات الصيد الكبيرة الناجحة هي أكثر مما يمكن أن يستهلكه صياد واحد. علاوة على ذلك، يختلف نجاح الصيد حسب الأسبوع. ففي أسبوع، قد ينجح الصياد بصيد طريدة كبيرة، وفي التالي قد يرجع بلا لحم. في هذه الحال، يقترح بوس أن تكاليف منح اللحم الذي لا يمكن للصياد المنفرد أن يأكله وحده منخفضة وفوائده مرتفعة من توقع رد الجميل في أسبوع لم يكن صيده ناجحًا فيه. تسمي هوكس هذه المشاركة «بالسرقة المحتملة» وتزعم أن فوائد الإيثار المتبادل تنبع من النتيجة التي ستختبر بها العائلات «تباينًا يوميًا أقل ومتوسطًا يوميًا أعلى» في مواردها.
قد يكون التموين في الحقيقة شكلًا من أشكال التنافس الجنسي بين الذكور على الإناث. تقترح هوكس أن تموين الرجل سلوك إنساني بصورة خاصة، والذي يشكل العائلة الصغيرة. تحدد بنية تموين الأسرة شكلًا من أشكال توزيع الموارد. ومع ذلك، يعترف هوكس بوجود تناقضات عبر المجتمعات والسياقات مثل الدورات الزمنية المتقلبة المخصصة للصيد والجمع، والتي لا ترتبط ارتباطًا مباشرًا بمعدلات العائد، وحقيقة أن القيمة الغذائية غالبًا ما يجري اختيارها على حساب السعرات الحرارية، وحقيقة أن اللحوم هي الموارد المنتشرة على نطاق أوسع من الموارد الأخرى.